# Anfibolismo
Anfibolismo, em metabolismo, é o elo entre as vias catabólicas, em catabolismo, e anabólicas,em anabolismo. Onde se é promovida a quebra de moléculas para a liberação de energias livres no organismo e o consumo de tais energias na síntese de outras moléculas. 